# Skrblje
Skrblje so gručasto naselje v na severovzhodu Slovenije, v Občini Majšperk. Naselje leži na severozahodu Haloz južno od Brega. Spada pod Štajersko pokrajino in podravsko statistično regijo,